# Massa Fermana
Massa Fermana è un comune italiano di 842 abitanti della provincia di Fermo nelle Marche.

## Monumenti e luoghi d'interesse
- Nella Chiesa dei Santi Lorenzo e Silvestro per molti anni è stata conservata un'opera di Carlo Crivelli, il Polittico di Massa Fermana, firmato e datato 1468, primo lavoro noto del pittore nelle Marche;
- Porta Sant'Antonio, risalente al XIV secolo, antico accesso al paese;
- Pinacoteca allestita nel Palazzo comunale, che dal 2018 ospita il polittico di Crivelli.
- Ex convento francescano "Frati di Massa", di fronte al cimitero, attualmente in restauro dopo decenni di abbandono.
- Castello medievale in buono stato ed abitato in parte.

## Cultura

### Musei
La Pinacoteca è un piccolo museo che conserva alcune opere di arte sacra. Nell'aula consiliare vi è l'antico coro proveniente dall'ex convento francescano.
Il Museo degli antichi mestieri di strada su bicicletta e moto d'epoca, che al suo interno raccoglie biciclette utilizzate per diverse attività lavorative.

## Società

### Evoluzione demografica
Abitanti censiti

## Economia

### Artigianato
Tra le attività economiche più tradizionali, diffuse e attive vi sono quelle artigianali, come la rinomata lavorazione della paglia, del giunco e del truciolo, finalizzata alla realizzazione di borse e cappelli.

## Amministrazione
| Periodo        | Periodo        | Primo cittadino    | Partito                                | Carica  | Note  |
| -------------- | -------------- | ------------------ | -------------------------------------- | ------- | ----- |
| 1946           | 1959           | Ada Natali         | Partito Comunista Italiano             | Sindaco |       |
| 27 giugno 1985 | 20 maggio 1990 | Lorenzo Procaccini | Partito Comunista Italiano             | Sindaco | [ 7 ] |
| 20 maggio 1990 | 24 aprile 1995 | Fabrizio Cesetti   | Indipendente                           | Sindaco | [ 7 ] |
| 24 aprile 1995 | 14 giugno 1999 | Gilberto Caraceni  | Centro-sinistra                        | Sindaco | [ 7 ] |
| 14 giugno 1999 | 14 giugno 2004 | Gilberto Caraceni  | Lista civica                           | Sindaco | [ 7 ] |
| 14 giugno 2004 | 8 giugno 2009  | Giampiero Tarulli  | Lista civica                           | Sindaco | [ 7 ] |
| 8 giugno 2009  | 26 maggio 2014 | Giampiero Tarulli  | Lista civica                           | Sindaco | [ 7 ] |
| 26 maggio 2014 | 27 maggio 2019 | Gilberto Caraceni  | Lista civica Massa Fermana bene comune | Sindaco | [ 7 ] |
| 27 maggio 2019 | 10 giugno 2024 | Gilberto Caraceni  | Lista civica Bene comune               | Sindaco | [ 7 ] |
| 10 giugno 2024 | in carica      | Gilberto Caraceni  | Lista civica Massa Fermana bene comune | Sindaco | [ 7 ] |

## Sport

### Calcio
La squadra di calcio locale è la Nuova San Lorenzo che gioca in Terza Categoria e disputa le partite casalinghe al campo sportivo San Lorenzo con il terreno di gioco in terra battuta, i colori sociali sono il blu e l'arancione. La squadra viene chiamata così per ricordare il loro patrono appunto San Lorenzo.